# Peter Jenner
Peter Jenner (născut la 3 martie 1943) este economist, manager muzical și producător de discuri britanic. Jenner, Andrew King și cei patru membri originali ai Pink Floyd - Syd Barrett, Nick Mason, Roger Waters și Rick Wright - au fost parteneri de afaceri în entitatea orientată muzical, en  Blackhill Enterprises.

## Începutul carierei
Peter Jenner este fiul lui William Jack Jenner, un vicar, și nepotul politicianului laburist Frank Wise. Jenner a fost educat la Westminster School și Sidney Sussex College al Universității Cambridge, unde a absolvit cursurile de economie cu onoruri în 1963, la vârsta de doar 20 de ani.  
Numit imediat lector la London School of Economics, după patru ani, a părăsit cariera universitară ca să gestioneze muzical trupa de atunci Pink Floyd. În calitatea sa de manager muzical, Jenner a organizat și susținut o serie de concerte gratuite în Londra, în cunoscutul Hyde Park, manifestații care au inclus concertul din 1969 al grupului The Rolling Stones. În aceeași perioadă, a fost solicitat să devină managerul muzial al lui David Bowie, dar a declinat oferta.

## London Free School și Notting Hill Fayre

### Grupul de organizatori
John "Hoppy" Hopkins, Peter Jenner, Joe Boyd, Ron Atkins, Barry Miles, Michael de Freitas, John Michell, Julie Felix, Michael Horovitz și Nigel Waymouth, precum și alții, s-au întâlnit la apartamentul lui Hoppy din Queensway, Londra, de două ori pe lună. Inspirați de Universitățile Libere Americane (conform, American Free Universities) și școala victoriană evreiască liberă din Spitalfields {Victorian Jewish Free School), grupul a dorit să fondeze o școală liberă, care să ofere o gamă largă de cursuri, inclusiv fotografie, muzică și sănătate mintală.
Toți cei implicați au avut o formă de educație suplimentară, de nivel universitar, dar au simțit că nu a fost exact ceea ce și-a propus să fie și nici că ar fi fost prea bună. Așa că și-au propus să creeze o școală care a făcut opusul. Ei au stabilit prima reuniune la 8 martie 1966 și 120 de persoane s-au prezentat, iar 50 dintre ei și-au exprimat interesul pentru lecții și cursuri. În lunile de primăvară și vară, au început cursurile. Nu erau clase oficiale, ci mai degrabă grupuri de oameni care stăteau, vorbeau și fumau. Până în toamnă, lucrurile s-au amplificat și au apărut mai mulți oameni care voiau să participe. Rhaune Laslett a oferit acestei școli libere și gratuite utilizarea casei ei pentru cursuri.

### Finanțare și Pink Floyd
en  Școala Liberă din Londra avea nevoie de finanțare, așa că Jenner a decis să promoveze formația Pink Floyd, al cărei potențial îl văzuse de ceva timp, după un concert al acestora la faimosul Marquee Club, devenind ulterior și mentorul lor, dar și managerul complet, muzical și economic al trupei, împreună cu Andrew King, prietenul său de o viață. Oricum formația nu avea manageriat, după despărțirea inevitabilă a celor patru de Mike Leonard și Bob Klose. Pink Floyd era înființată la acea dată de doi ani și, deși aveau ce spune muzical, nu avuseseră încă nici o audiență suficient de mare, nici măcar un album realizat și doar un succes modest. Primul concert mai serios al celor de la Pink Floyd, sub mâna lui Jenner, a avut loc la All Saints Hall în septembrie 1966. Deși nu era o sală mare, întrucât nu putea ține mai mult de 300 de oameni, concertul a însemnat locul unde adevăratul curs spre faimă al formației Pink Floyd a început. Au urmat apoi alte concerte. Până la Crăciun, evenimentele au decurs foarte favorabil, Pink Floyd a concertat cu săli pline și, cum era de așteptat, primul succes critic a apărut, acesta fiind publicarea unui articol elogios pe pagina centrală a cunoscutei publicații muzicale en Melody Maker.

### Notting Hill Fayre
Laslett a continuat mai târziu să lucreze cu London Free School pentru a înființa primul Notting Hill Fayre, o sărbătoare de de tip carnaval cu axarea în jurul câteva discuții despre promovarea Școlii Libere, iar ideile au continuat să se dezvolte de acolo. Michael De Frietas a sugerat mutarea acestei „sărbători” de tip „trinidadian” interior pe străzile din jurul cunoscutei artere Portobello Road. Odată ce totul a fost organizat, doi muzicieni, Dave Tomlin și Joe Gannon au condus o mică procesiune pe Portobello Road pentru a promova Notting Hill Fayre (numit pe scurt doar Fayre). Inițial destinat ca un eveniment pentru copii, Fayre a început cu o procesiune și un mic concurs, pornind din en Tavistock Square și care trecea prin en Ladbroke Grove, en Notting Hill Gate, en Westbourne Grove și en Acklam Road.

## Carieră în management muzical
Împreună cu prietenul său din copilărie și producător muzical, en  Andrew King, Jenner a  co-fondat compania Blackhill Enterprises, în 1966. Compania a produs cântece și albume muzicale pentru formațiile Pink Floyd, T. Rex, Ian Dury, Roy Harper, The Clash, The Disposable Heroes of Hiphoprisy, Robyn Hitchcock, Baaba Maal, Sarah Jane Morris, Denzil, Susheela Raman și Eddi Reader (Fairground Attraction). Jenner a fost managerul lui Billy Bragg, pentru mai bine de 30 de ani și încă este sfătuitorul și consultantul său. În perioada cât Jenner a fost managerul lui Ian Dury și al celor de la Blockheads, Jenner a fost și co-producător al albumelor New Boots and Panties și Do It Yourself.

### Blackhill Enterprises
Jenner  a fondat Blackhill Enterprises împreună cu King și soția acestuia, Sumi Nishihata, în 1966, după revelația pe care a avut-o la descoperirea cuartetului Pink Floyd. Prin Blackhill Enterprises cei de la Pink Floyd au fost programați la un așa numit Pink Floyd's Games pentru primul concert lor din mai 1967 din en  South Bank din Londra. Cu ajutorul unor MPs (Members of Parliament, membri ai Parlamentului Regatului Unit), precum Ben Whittaker, compania Blackhill au reușit să organizeze primul Festival liber din Hyde Park — Hyde Park Free Festival. Concertele au avut loc în lunile iunie, iulie și august ale anului 1968. Mai bine de 120.000 de oameni s-au adunat pentru a vedea formațiile Pink Floyd, Roy Harper și Tyrannosaurus Rex. În legătură cu festivalul, Jenner a declarat, 
| “ | Motivul principal pentru care le facem ... [noi] credem că există un interes de mare importanță pentru muzica pop din Marea Britanie. | ” |

 Festivalele au continuat pentru încă opt ani. Compania Blackhill Enterprises s-a desființat în 1981.
Jenner a fost, de asemenea, contributor la Blackhill Bullshit, revistă online care era distribuită agenților muzicali și promotorilor de concerte. Primele ediții au fost realizate de Hugh Nolan, iar ulterior de Adrian Boot, care era și designerul părții de arte vizuale. La rândul său, Jenner a fost prezent nu doar în calitate de contribuitor ci și într-un material în care îi intervevia pe Edgar și Steve Broughton (în al șaselea număr al revistei).

### Pink Floyd
Pink Floyd, pe vremea aceea o formație practică necunoscută, începuse să primească invitații plătite pe diferite scene, inclusiv la cunoscuta Marquee Club, unde, în martie 1966, Jenner i-a urmărit și studiat. Trupa cânta mai ales în registrul de rhythm and blues, dar Jenner a fost impresionat și atras de efectele acustice realizate de Barrett și Wright în timpul performanțelor formației. Într-una din seri, după spectacol, Jenner i-a „urmărit” pe Waters și Mason la locuința lor, împreună cu prietenul și partenerul său de afaceri, Andrew King, oferindu-se ambii să se ocupe de cariera muzicală a celor de la Pink Floyd. Deși cei doi prieteni, viitori asociați ai viitoarei Blackhill Enterprises aveau, la data aceea, puțină experiență managerială muzicală și cunoștere a industriei muzicale, ceea ce îi recomanda era aprecierea muzicii de calitate și prietenia lor trainică din copilărie. Cu bani strânși și moșteniți Jenner și King au fondat Blackhill Enterprises
Imediat după acceptarea manageriatului, King și Jenner le-au cumpărat celor de la Pink Floyd instrumente și echipamente noi și de calitate, incluzând un sistem complet en  Selmer PA. Sub ghidajul lui Jenner și King, Pink Floyd a început să evolueze pe scena londoneză a en  muzicii underground, dintre care s-a detașat cea de la London Free School din Notting Hill, precum și la cunoscutul concert en  Games For May, susținut pe scena londoneză Queen Elizabeth Hall, în data de 12 mai 1967, eveniment organizat, din nou, doar de Jenner și King. Conexiunile sociale ale lui Jenner și King erau extrem de vaste, asigurând formației articole importante de promovare în cunoscutele publicații The Financial Times și The Sunday Times.
Vocea lui Jenner poate fi auzită la începutul piesei lui Pink Floyd din 1967 Astronomy Domine, care este totodată și piesa de deschidere a albumului The Piper at the Gates of Dawn (ediția din Regatul Unit).
Pe măsură ce relația dintre Syd Barrett și ceilalți trei membri fondatori al formației Pink Floyd se deteriora progresiv, Jenner și King, fiind convinși că Barrett era principala forță creativă a formației și cel mai prolific realizator al cântecelor grupului, au considerat ca extrem de importantă continuarea manageriatului carierei acestuia, permițând în același timp lui Mason, Waters și Wright, împreună cu „noul venit”, Gilmour, să continue a cânta sub același nume de Pink Floyd. Jenner și King au devenit asociați ce cei de la Pink Floyd în Blackhill Enterprises, continuând simultan să fie manageri ai lui Barrett precum și ale altor formații rock britanice.

### Sincere Management
După desființarea companiei Blackhill Enterprises, la începutul anilor 1980, Jenner și Sumi au creat o altă companie de management a artiștilor muzicali, Sincere Management, plasată pe Bravington Road în en  West Kilburn, Londra, care s-a ocupat de carierele muzicale ale multor muzicieni, printre care se pot menționa Billy Bragg, Eddi Reader, Sarah Jane Morris, Robyn Hitchcock, The Unbending Trees, Sid Griffin și Outside Royalty.

## Alte activități
Jenner a fost și director executiv al International Music Manager's Forum până în 2006 și director la UK Music Managers' Forum, fiind de asemenea implicat în manageriatul entității en  Featured Artists Coalition.
În august 2010, a publicat mai multe articole online pentru website-ul Partidului Labourist Labour Uncut, în timpul când politicianul Tom Watson (MP) fusese un editor invitat al publicației online..